# Marvel One-Shots
Marvel One-Shots — серія короткометражних фільмів, створених Marvel Studios і тематично пов’язаних із кіновсесвітом Marvel (КВМ). Випущені у 2011–2014 роках як бонус-контент на Blu-ray та цифрових релізах повнометражних фільмів, ці мініфільми тривалістю від 3 до 15 хвилин є самостійними сюжетами, що розширюють всесвіт КВМ, надаючи глибший контекст персонажам і подіям. Два з них — «Зразок 47» та «Агент Картер» — надихнули на створення повноцінних телесеріалів.

## Фільми
Першими були короткометражки «Консультант» і «Кумедний випадок на шляху до молота Тора» (обидві — 2011), в яких Кларк Ґреґґ знову зіграв агента Філа Колсона. Це були прості історії з буднів агента Щ.И.Т., що отримали здебільшого негативні відгуки за брак змісту й новизни.
Починаючи з «Зразок 47» (2012), One-Shots стали довшими й масштабнішими: ця стрічка показує звичайну пару (Ліззі Каплан і Джессі Бредфорд), яка знаходить інопланетну зброю після подій «Месників» (2012).
У «Агент Картер» (2013) Гейлі Етвел знову з’являється як Пеґґі Картер після подій «Першого месника», а «Хай живе король» (2014) продовжує сюжет Тревора Слеттері, шахрая з «Залізної людини 3», у виконанні Бена Кінґслі.
Збірка «Друга фаза Кіновсесвіту Marvel: Колекція», випущена у грудні 2015 року, містить усі короткометражки з коментарями творців: Кларк Ґреґґ для перших двох, Луїс Д'Еспозіто й Гейлі Етвел — для «Агент Картер», Дрю Пірс і Бен Кінґслі — для «Хай живе король» тощо. У січні 2022 року всі One-Shots, разом із псевдодокументальними роликами «Команда Тора» (2016–2018), стали доступними на Disney+.
| Назва                                      | Дата прем'єри   | Режисер         | Сценарист   | Продюсер    |
| ------------------------------------------ | --------------- | --------------- | ----------- | ----------- |
| «Консультант»                              | 13 вересня 2011 | Лейтум          | Ерік Пірсон | Кевін Файґі |
| «Кумедний випадок на шляху до молота Тора» | 25 жовтня 2011  | Лейтум          | Ерік Пірсон | Кевін Файґі |
| «Зразок 47»                                | 25 вересня 2012 | Луїс Д'Еспозіто | Ерік Пірсон | Кевін Файґі |
| «Агент Картер»                             | 3 вересня 2013  | Луїс Д'Еспозіто | Ерік Пірсон | Кевін Файґі |
| «Хай живе король»                          | 4 лютого 2014   | Дрю Пірс        | Дрю Пірс    | Кевін Файґі |

## Сприйняття
Перші два фільми були неоднозначно сприйняті: «Консультант» розкритикували за вторинність і невиразність, а «Кумедний випадок...» — за надмірну стилізацію під «крутого хлопця», що виглядає штучно. Натомість «Зразок 47» отримав визнання за розширення перспективи на події після вторгнення читаурі та представлення альтернативної точки зору, що вперше демонструвало життя простих громадян у світі КВМ. «Агент Картер» сприйняли як захопливу історію з сильним жіночим персонажем — Етвел отримала багато похвали за харизму й впевненість. Критики відзначали фільм як потенційну базу для розвитку жіночих історій у КВМ, що справді реалізувалося — вже невдовзі стартував серіал «Агент Картер». Найбільше визнання отримав «Хай живе король». Рецензенти високо оцінили повернення Слеттері, його комічну харизму та несподівану сюжетну глибину. IGN поставив стрічці 9,4/10, назвавши її важливим доповненням до КВМ. Дрю Пірс поєднав легковажний настрій із раптовим сплеском жорстокості, що створює ефектну динаміку. Водночас деякі критики, як ComicsAlliance, висловили застереження щодо зображення тем ЛГБТ у фільмі, вказуючи, що воно було недоречним або нечітким для дебютної спроби Marvel у цьому напрямі.